# Henry David Thoreau
Henry David Thoreau (Concord, Massachusetts, 1817. július 12. – Concord, 1862. május 6.) amerikai író, filozófus. Emerson tanítványa volt, hívei őt tartják a legelső amerikai környezetvédőnek és a polgári engedetlenség filozófiai megalapozójának. Emerson gondolatait továbbvíve a természettel való összeolvadást hirdette, illetve a demokratikus eszmék valóra váltását követelte. Az új-angliai transzcendentalista irodalmi-filozófiai mozgalomnak volt tagja. Természethez fűződő viszonyáról jelent meg 1854-ben Walden című kötete.
1845 és 1847 között egy saját kezűleg épített kunyhóban élt a Concordhoz közeli Walden-tó partján. Gyűjtögetésből, halászatból, növénytermesztésből és mások számára végzett fizikai munkából tartotta fönn magát, de ideje nagy részét csendes elmélyüléssel, a természet megfigyelésével és leírásával töltötte. Azt vallotta, hogy a civilizáció rombolja a természetet, és az embert megfosztja attól, hogy figyelmét teljes egészében a lét fontos kérdéseinek szentelhesse; az emberi kultúrának a természethez kell igazodnia.
1846-ban börtönbe csukták egyetlen napra, amiért nem volt hajlandó adót fizetni a rabszolgaságot támogató és Mexikót támadó Egyesült Államoknak. Az 1849-ben megjelent A polgári engedetlenség iránti kötelességről című művében rámutat, hogy szerinte egy magasabb rendű törvény alapján minden embernek kötelessége megtagadni az együttműködést és elviselni az ezzel járó büntetést, ha az állam igazságtalan politikát folytat.
Elveinek sok követője akadt szerte a világban, mint például Mahátma Gandhi is. Leginkább ismert idézet tőle (szerepel a Holt költők társasága c. filmben):
„Kimentem a vadonba, mert tudatosan akartam élni.

Maradéktalanul ki akartam szívni az élet velejét.

Elpusztítani mindazt, ami nem volt Élet,

Hogy ne a halálom óráján döbbenjek rá, hogy nem éltem.”

## Élete
Szerény családból származott, apja ceruzák gyártásával foglalkozott. Tanulmányait a Harvard Főiskolán végezte 1833 és 1837 között. Itt klasszikus műveltségre tett szert: tanult retorikát, filozófiát, matematikát és természettudományokat. A főiskolát végzettek előtt nyitva álló hagyományos szakmák, mint a jog, egyház, üzlet, orvostudomány nem érdekelték a frissen végzett Thoreaut.
1837-ben visszament szülővárosába, Concordba, ahol a helyi iskolában kezdett tanítani, de néhány hét múlva otthagyta, mert nem volt hajlandó az akkori hagyomány által elfogadott testi fenyítésben részesíteni a tanulókat. 1838-ban testvérével, Johnnal egy nyelvtan-iskolát nyitottak, amiben számos haladó ötletet alkalmaztak, úgy mint a természetben tett sétákat, valamint helyi műhelyek és üzletek látogatását. Az iskola 1842-ben szűnt meg, miután John meghalt tetanuszban, amit egy borotválkozás közbeni vágás okozott.
Emersonnal, akinek lakhelye szintén Concord volt, tanulmányai befejezése után ismerkedett meg. Ő vezette be az ifjú Thoreaut a transzcendentalista körbe, amit helyi írók és gondolkodók képviseltek, köztük Ellery Channing, Margaret Fuller, Bronson Alcott, Nathaniel Hawthorne. Ez a kör saját folyóirattal rendelkezett és ebben jelentek meg Thoreau első írásai.
1841-ben Thoreau beköltözött Emerson házába, ahol 1844-ig gyermekeket tanított, az írások kiadásában segített és a ház körüli teendőket látta el. A családja ceruzagyárában is dolgozott, és kifejlesztett egy módszert, aminek segítségével gyenge minőségű grafitból is jó ceruzákat lehet előállítani.
Thoreau, hogy az írásra koncentráljon, belevágott egy kísérletbe, aminek lényege az önkéntes egyszerűség volt. 1845 július 4-én beköltözött egy saját maga által épített kunyhóba, ami egy Emerson tulajdonában levő földterületen állt az erdőben, nem messze a Walden-tó partjától és körülbelül 2.5 km-re a családi otthonától. Itt 1847 szeptember 6-ig élt. Ezt követően ismét beköltözött az Emerson házba, ahol 1848 júliusáig maradt, majd visszatért családi házába.
Az elkövetkező években többek között a Walden-tó partján töltött éveit részletező fő művének a kéziratán dolgozott. A könyv végül 1854-ben jelent meg. Eredeti címe: Walden, or Life in the Woods. Részben memoár, részben spirituális keresés, a Walden kezdetben nem aratott sikert a kritikusok körében, de később az amerikai irodalom egyik legnagyobb klasszikusa vált belőle.
1851-től Thoreau érdeklődése egyre inkább a természetrajz felé fordult. Botanikát olvasott, a természetben tett megfigyeléseit pedig lejegyezte naplójába. Részletes megfigyeléseket tett Concord természeti jelenségeiről, például a termések érésének időpontjáról, a Walden tó vízszintjének váltakozásairól és különböző madárfajok vonulási idejéről. Ebben az időben földmérőként is dolgozott és egyre részletesebb leírásokat készített természeti megfigyeléseiről, amelyekre csak több, mint száz évvel később, a kibontakozó környezeti mozgalmak idején kezdtek komolyabb figyelmet fordítani. Egyik esszéjében (The succession of forest trees) leírja az erdő regenerálódását tűz vagy emberi bolygatás után, a magvak szél vagy állatok általi terjesztése segítségével.
Időnként rövidebb időkre elhagyta Concordot és különböző kirándulásokat tett távolabbi vidékekre. Egyszer járt Kanadában, Cape Codot négyszer kereste fel, Maine-ben háromszor járt. Mindhárom helyszínről külön könyvet írt (A Yankee in Canada, Cape Cod, The Maine Woods), melyekben az illető helyen tett megfigyelései szolgálnak alapul filozófiai gondolatainak. 1854-ben járt Philadelphiában és New Yorkban, 1861-ben pedig nyugaton a Nagy-tavak vidékén, ahol meglátogatta a Niagara-vízesést, Detroitot, Chicagot, Milwaukeet, St. Pault. Utazásai provinciálisak voltak, azonban rendkívül sokat olvasott. Minden hozzáférhető friss útleírást elolvasott, abban a korban, amikor a Föld utolsó fel nem térképezett vidékeit kutatták. Olvasta Magellánt és James Cookot, valamint a sarkvidékek kutatóit: Franklint, Mackenzie-t és Parryt, továbbá Afrika kutatói közül David Livingstone-t és Richard Francis Burtont, valamint Lewist és Clarkot és még több száz kevésbé ismert felfedező és művelt utazó írását.
Az abolicionista John Brown incidense alkalmával kiállt Brown mellett és beszédet mondott védelmére, ami később írott formában is megjelent (A Plea for Captain John Brown).
Thoreau 1835-ben tuberkulózist kapott, amitől később időszakosan szenvedett. 1859-ben egy éjjeli kirándulása alkalmával fák évgyűrűit számolta és viharba keveredett. Bronchitist kapott és többé már nem épült fel. Élete hátralevő három évében egészségi állapota fokozatosan romlott, míg végül ágyban fekvő beteg lett. Ezalatt kéziratai szerkesztésével és rendezésével foglalkozott. Leveleket és naplóbejegyzéseket is írt amíg ereje bírta. 1862. május 6-án halt meg, 44 évesen.

## Magyarul megjelent művei
- Walden; ford. Szőllősy Klára, versford. Molnár Imre; Európa, Bp., 1969
- A polgári engedetlenség iránti kötelességről / A gazdaságról; ford. Szőllősy Klára, Vámosi Pál, versford. Molnár Imre; Európa, Bp., 1990 (Mérleg)
- Walden / A polgári engedetlenség iránti kötelességről; ford. Szöllősy Klára, Vámosi Pál, versford. Molnár Imre; Fekete Sas, Bp., 2008
- A gyaloglásról. Három esszé / Egy téli séta / Gyalog a Wachusett-hegyre / A gyaloglásról; ford. Nádasdy Ádám; Open Books, Bp., 2023

## Fordítás
- Ez a szócikk részben vagy egészben  a   Henry David Thoreau című angol Wikipédia-szócikk ezen változatának fordításán alapul.  Az eredeti cikk szerkesztőit annak laptörténete sorolja fel. Ez a jelzés csupán a megfogalmazás eredetét és a szerzői jogokat jelzi, nem szolgál a cikkben szereplő információk forrásmegjelöléseként.